# Enrique Osses
Artikeln följer den spanska namnseden; faderns efternamn är Osses och moderns efternamn Zencovich.
Enrique Roberto Osses Zencovich, född 26 maj 1974 i Santiago, är en chilensk fotbollsdomare. Osses blev internationell Fifa-domare 2005.